# 只見線
只見線（ただみせん）は、福島県会津若松市の会津若松駅から新潟県魚沼市の小出駅までを結ぶ、東日本旅客鉄道（JR東日本）の鉄道路線（地方交通線）である。

## 概要
福島県会津地方と、新潟県中越地方の魚沼地区を結ぶ。沿線のうち奥会津から新潟県側にかけては豪雪地帯であり、並行する国道252号で福島・新潟県境にまたがる六十里越付近は冬季通行止めとなり、その間は只見線が福島県只見地区と新潟県魚沼地区間の唯一の交通手段となる。このため、建設中に赤字83線に指定されるなど経営上の難がある閑散路線でありながら、国鉄再建法による特定地方交通線としての廃止対象から除外された。なお冬季の積雪量によっては只見線も運休する。特に新潟県側は降雪が多く、除雪車が度々出動する。また一部の駅には、積雪量を示す目盛り入りの3メートル棒が線路脇などにある。 
会津若松駅から会津坂下駅までは会津盆地の南方をU字状に大迂回し、その先は山間部に入り、屈曲し小ダムの多い只見川沿いの谷間を、上流へと奥深く遡って行く。田子倉湖付近から長大な六十里越トンネルで県境を越え、破間川沿いに谷を下り、破間川の魚野川との合流点近くに小出駅があり、上越線と接続する。沿線の多くは只見川沿いの山村で、会津盆地・新潟県内も含め全線でローカル色の濃い車窓風景が続く。特に中央部は越後三山只見国定公園に属し、秘境ともいえる地域を縫うように走っており、いくつかの駅は秘境駅と呼ばれる。
沿線人口は少ないものの車窓から眺められる沿線の光景は美しく、大きな屋根の古民家、破間川や只見川の渓谷美、特に新緑や紅葉が美しいことで知られ、行楽シーズンは混雑することもある。2008年10月11日の『日本経済新聞』土曜朝刊別刷り（NIKKEI PLUS1）何でもランキング「紅葉の美しい鉄道路線ベストテン」の第1位に選ばれており、過去には、2003年11月29日に「雪景色のきれいなローカル線ベストテン」の第3位に選ばれている。また最近では『旅と鉄道』2016年5月号の「好きなJRローカル線ランキング（東日本編）」で1位に選ばれている。このほか第一只見川橋梁が、日本の有名な橋梁ベスト3に常にランクインしている。こうした沿線光景がSNSで海外にも伝わり、2020年からのコロナ禍前は外国人観光客も多かった。
沿線には秘湯と呼ばれる温泉が多数存在することもあり、JR東日本や沿線自治体は観光客の利用促進に力を入れている。両端の会津若松駅と小出駅を除き、駅施設にキヨスクなどの売店は無いが、中間駅の会津川口駅構内の「金山町観光情報センター OASIS」では飲食品・土産物類を、只見駅前の「只見町インフォメーションセンター」では特産品の土産を中心に扱っており観光情報も提供しているほか、レンタサイクルも実施している。このほか、会津宮下駅前には三島町観光交流館「からんころん」があり、観光案内・休憩所・レンタサイクルを利用できる。

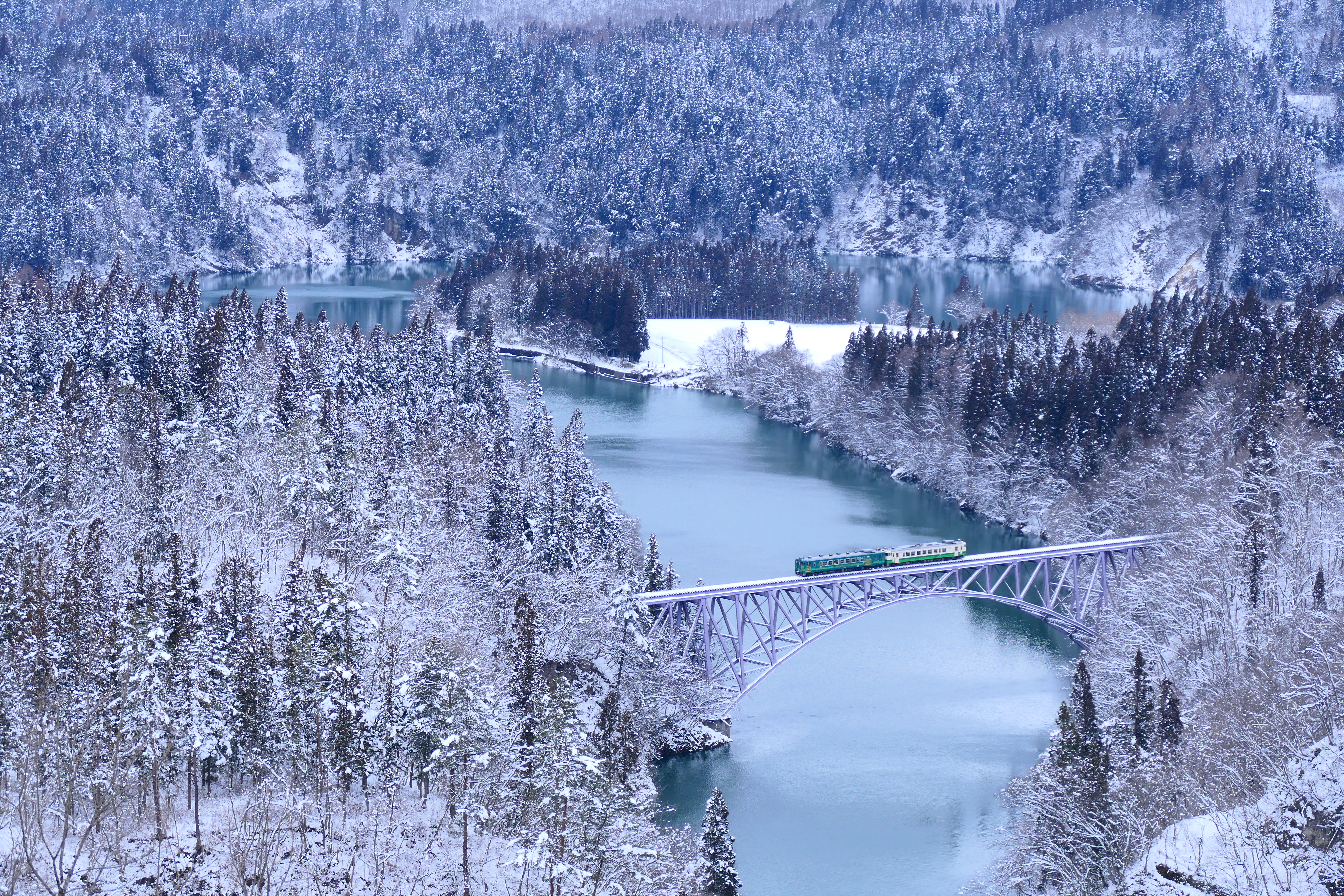
冬の第一只見川橋梁
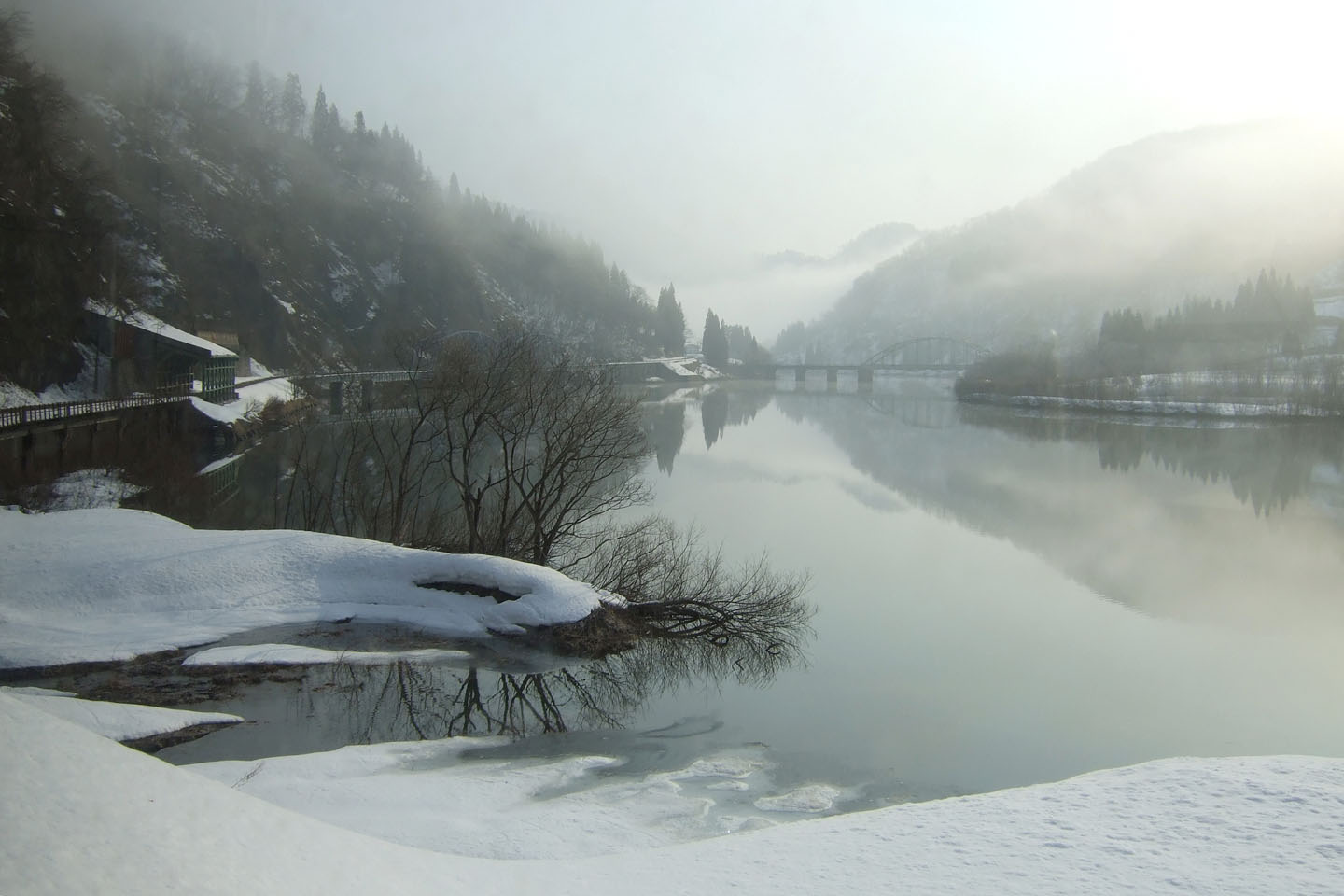
会津塩沢駅 - 会津蒲生駅間の車窓
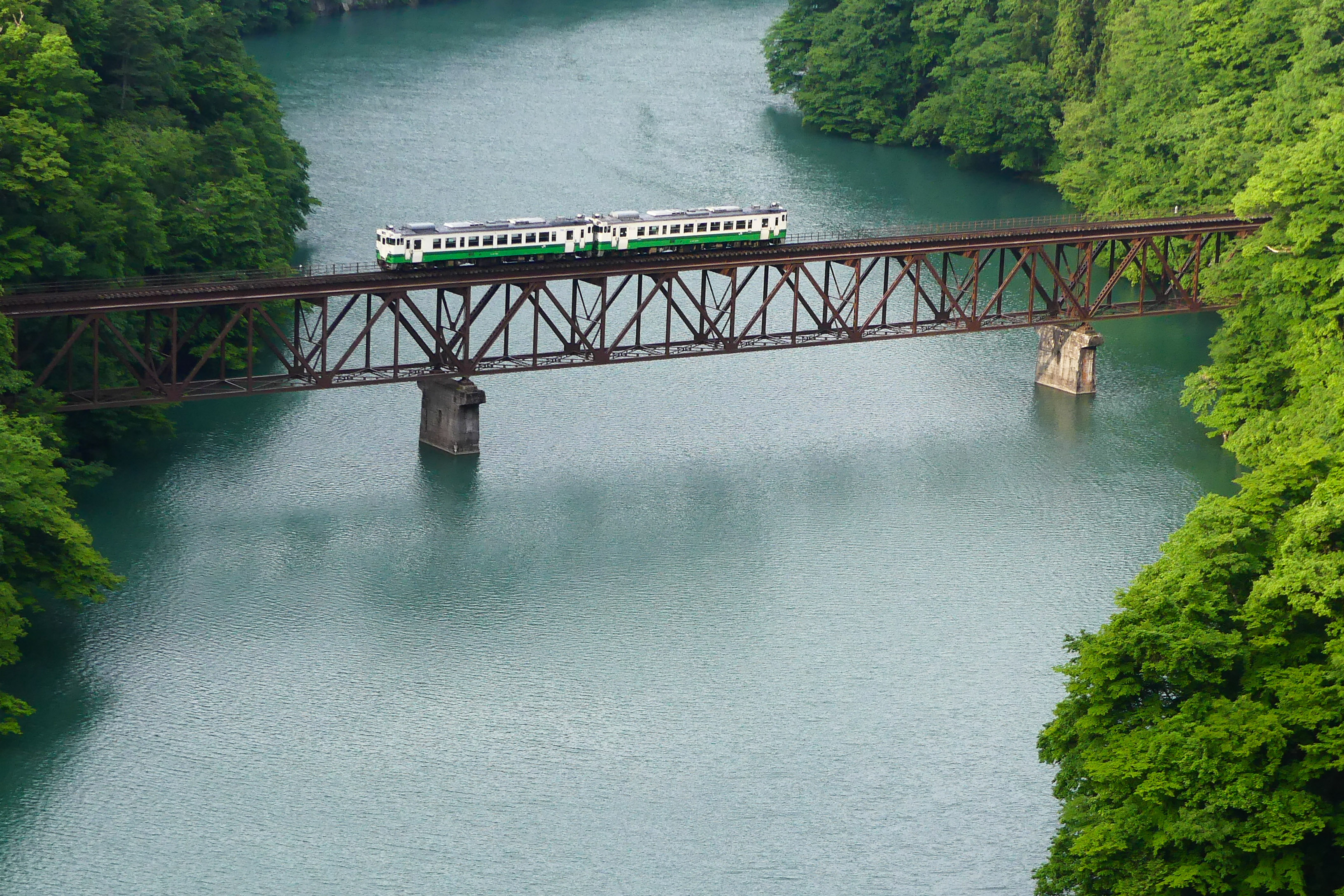
第三只見川橋梁を渡る列車
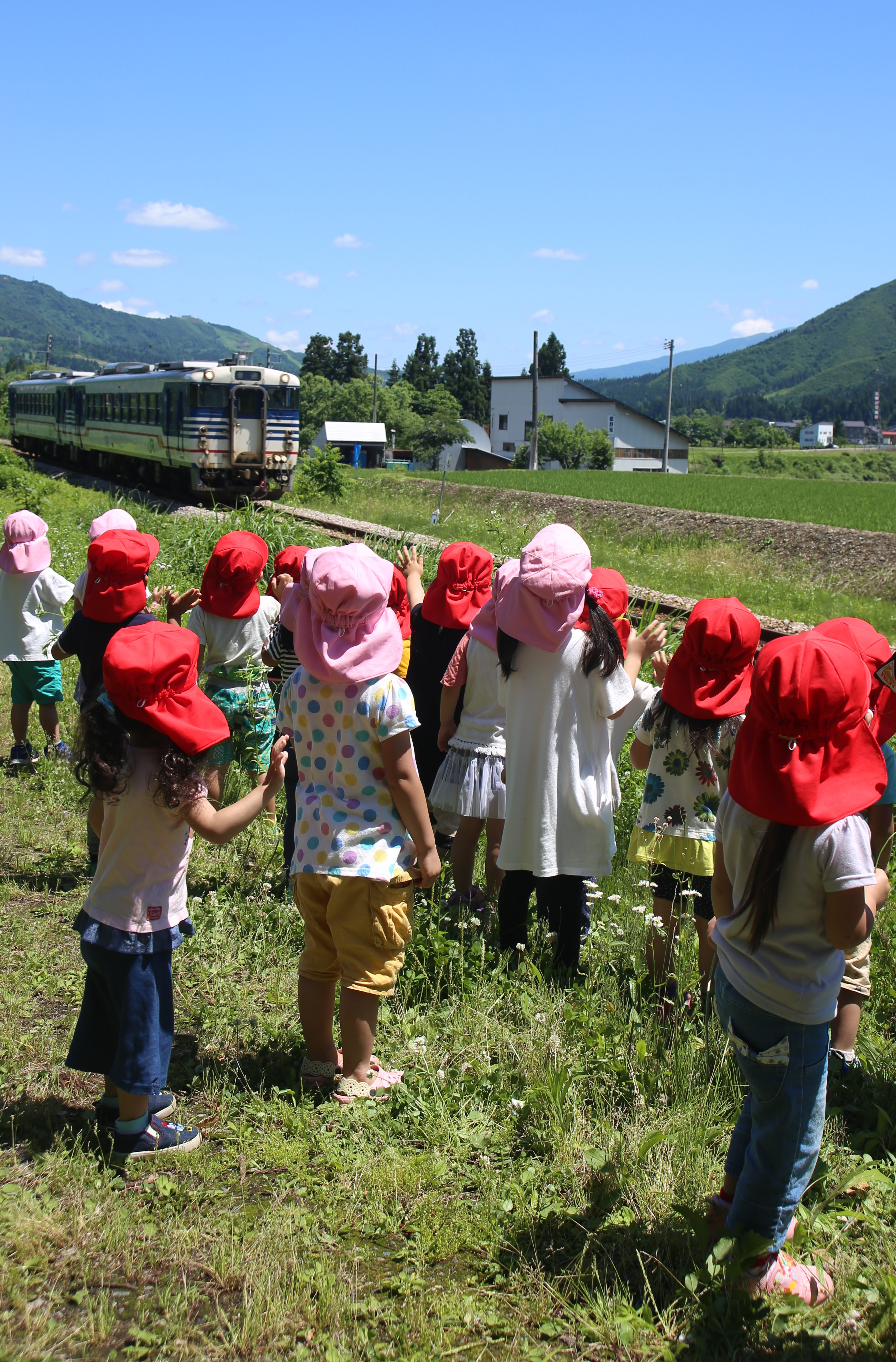
沿線から手を振られて走る列車（越後須原駅 - 薮神駅間）

## 路線データ
- 管轄（事業種別）：
  - 会津若松駅 - 会津川口駅間、只見駅 - 小出駅間：東日本旅客鉄道（第一種鉄道事業者）
  - 会津川口駅 - 只見駅間：東日本旅客鉄道（第二種鉄道事業者）・福島県（第三種鉄道事業者）
- 区間（営業キロ）：会津若松駅 - 小出駅 135.2 km（基本計画上は起点と終点が逆転）
- 軌間：1067 mm
- 駅数：36駅[7]（起終点駅・臨時駅含む）
  - 只見線所属駅に限定した場合、磐越西線所属の会津若松駅と、上越線所属の小出駅[8]が除外され、34駅となる。
- 複線区間：なし（全線単線[7]）
- 電化区間：なし（全線非電化[7]）
- 閉塞方式：特殊自動閉塞式（軌道回路検知式）
- 保安装置：
  - ATS-Ps（会津若松駅、小出駅構内）
  - ATS-SN
- 最高速度：65 km/h[7]
- 運転指令所：
  - 会津若松駅 - 只見駅間：仙台総合指令室 (CTC)
  - 只見駅 - 小出駅間：新潟総合指令室 (CTC)
- IC乗車カード対応区間：なし

小出駅 - 大白川駅間は新潟支社管内、只見駅 - 会津若松駅間は東北本部管内である。正確には、大白川駅と只見駅間の六十里越トンネル内（会津若松駅起点95.7 km地点）に支社境がある。
2007年12月11日、小出駅午前7時4分着の列車をもって、大白川駅 - 小出駅間でのタブレット閉塞式の使用を終了し、特殊自動閉塞式に移行した（2007年12月4日新潟支社発表）。只見駅 - 大白川駅間は2008年9月26日に、西若松駅 - 会津坂下駅間は2011年10月7日に特殊自動閉塞式に移行している。JRの旅客線で最後のタブレット閉塞式区間として残っていた会津坂下駅 - 只見駅間についても、2012年9月23日に会津坂下駅 - 会津川口駅間が特殊自動閉塞式に切り替わり（会津川口駅 - 只見駅間はこの時点で災害により不通）、これをもってタブレット閉塞方式を行うJR旅客路線は無くなった。タブレット閉塞の設備は沿線の観光施設で保存されている。

## 歴史
若松（会津若松） - 会津柳津間は軽便鉄道法により計画された区間で、会津線の名称で1928年までに開業した。会津柳津 - 小出間は、改正鉄道敷設法別表第29号前段に規定する予定線「福島県柳津ヨリ只見ヲ経テ新潟県小出ニ至ル鉄道」である。会津柳津駅からは、そのまま会津線の延長として1941年に会津宮下駅まで、小出駅からは1942年に大白川駅までが只見線として開業した。
第二次世界大戦後は、田子倉ダムの建設のため1956年に会津宮下駅 - 会津川口駅間が開業。会津川口駅から只見駅を経てダム建設現場までは、電源開発株式会社の専用鉄道として敷設され、1957年から1961年までダム建設輸送に使用された。田子倉ダム完成後は、会津川口駅 - 只見駅間を国鉄の営業線として使用するための改良が施され、1963年に国鉄線として開業した。また大白川地区では、1942年 - 1968年の間、珪石の採掘事業が行われ、その運搬用としても利用されていた。全通前の昭和30年代後半 - 40年代前半が最も利用者数・貨物輸送量が多かったとされる。
1971年、日本鉄道建設公団により「只見中線」として建設されていた只見駅 - 大白川駅間が開業、同時に支線であった西若松駅 - 会津滝ノ原駅間を分離して新たに会津線とし、只見線は小出駅 - 会津若松駅間の路線として全通を果たした。

### 会津線（会津若松駅 - 只見駅）
- 1926年（大正15年）10月15日 : 会津線会津若松駅 - 会津坂下駅間（21.6 km）が開業[10]。西若松駅、会津本郷駅、会津高田駅、新鶴駅、会津坂下駅を新設[10]。
- 1928年（昭和3年）11月20日 : 会津坂下駅 - 会津柳津駅間（11.7 km）を延伸開業[10]。塔寺駅、会津坂本駅、会津柳津駅を新設[10]。
- 1934年（昭和9年）11月1日  : 会津若松駅 - 会津柳津駅間でガソリンカー運転開始[11]。七日町駅、根岸駅、若宮駅を新設[12]。
- 1941年（昭和16年）10月28日 : 会津柳津駅 - 会津宮下駅間（12.1 km）を延伸開業[10]。郷戸駅、滝谷駅、会津檜原仮停車場、会津西方駅、会津宮下駅を新設[10]。
- 1942年（昭和17年）6月1日 : 会津檜原仮停車場を駅に改める[10]。
- 1956年（昭和31年）9月20日 : 会津宮下駅 - 会津川口駅間（15.4 km）を延伸開業[13]。早戸駅、会津水沼駅、会津中川駅、会津川口駅を新設[13]。
- 1957年（昭和32年）7月20日[N 3] - 1961年（昭和36年）12月 : 会津川口駅 - 只見駅間で電源開発株式会社の専用鉄道貨物輸送を実施（管理運営は日本通運[N 4]）。
- 1963年（昭和38年）8月20日 : 会津川口駅 - 只見駅間（27.6 km）を延伸開業[13]。会津横田駅、会津蒲生駅、只見駅を新設[13]。
- 1965年（昭和40年）2月1日 : 本名駅、会津越川駅、会津大塩駅、会津塩沢駅を新設[13]。

### 只見線（小出駅 - 大白川駅）
- 1942年（昭和17年）11月1日 : 只見線として小出駅 - 大白川駅間（26.0 km）が開業[10]。越後広瀬駅、越後須原駅、入広瀬駅、大白川駅を新設[10]。 一ツ橋信号場（入広瀬駅 - 大白川駅間、専用線発着貨物取り扱い）新設[10]。
- 1951年（昭和26年）
  - 3月1日? : 藪神・魚沼田中・上条・柿ノ木の各仮乗降場を新設[10]。
  - 10月1日 : 藪神・魚沼田中・上条の各仮乗降場を駅に改める[10]。
- 1954年（昭和29年）
  - 10月1日 : 一ツ橋信号場を廃止[10]。
  - 12月10日 : 黒又川仮乗降場（入広瀬駅 - 柿ノ木仮乗降場間）を新設[N 5]。
- 1965年（昭和40年）8月15日 : 黒又川仮乗降場を廃止。

### 全通以降

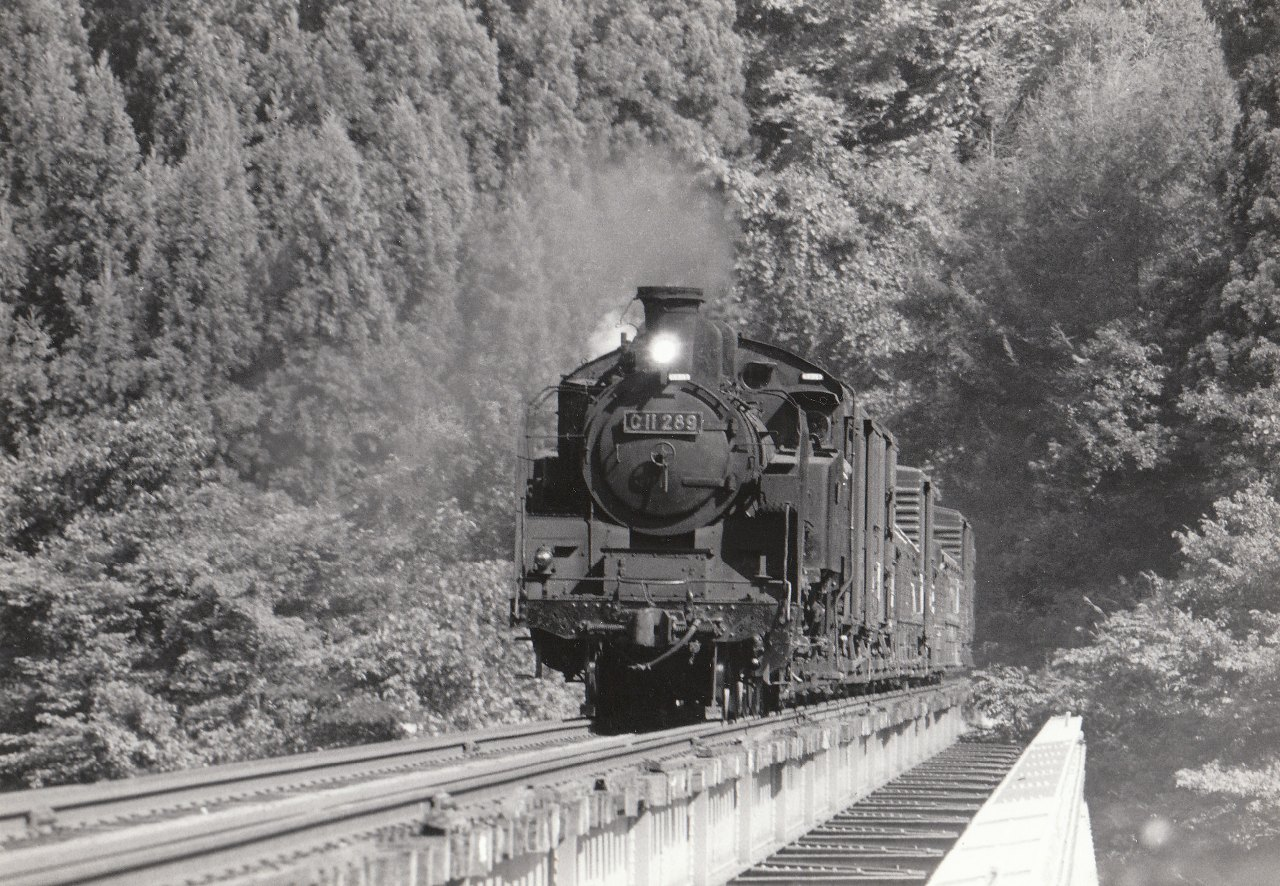
貨車を牽引するC11-289号機。会津桧原駅－会津西方駅間（1973年11月撮影）

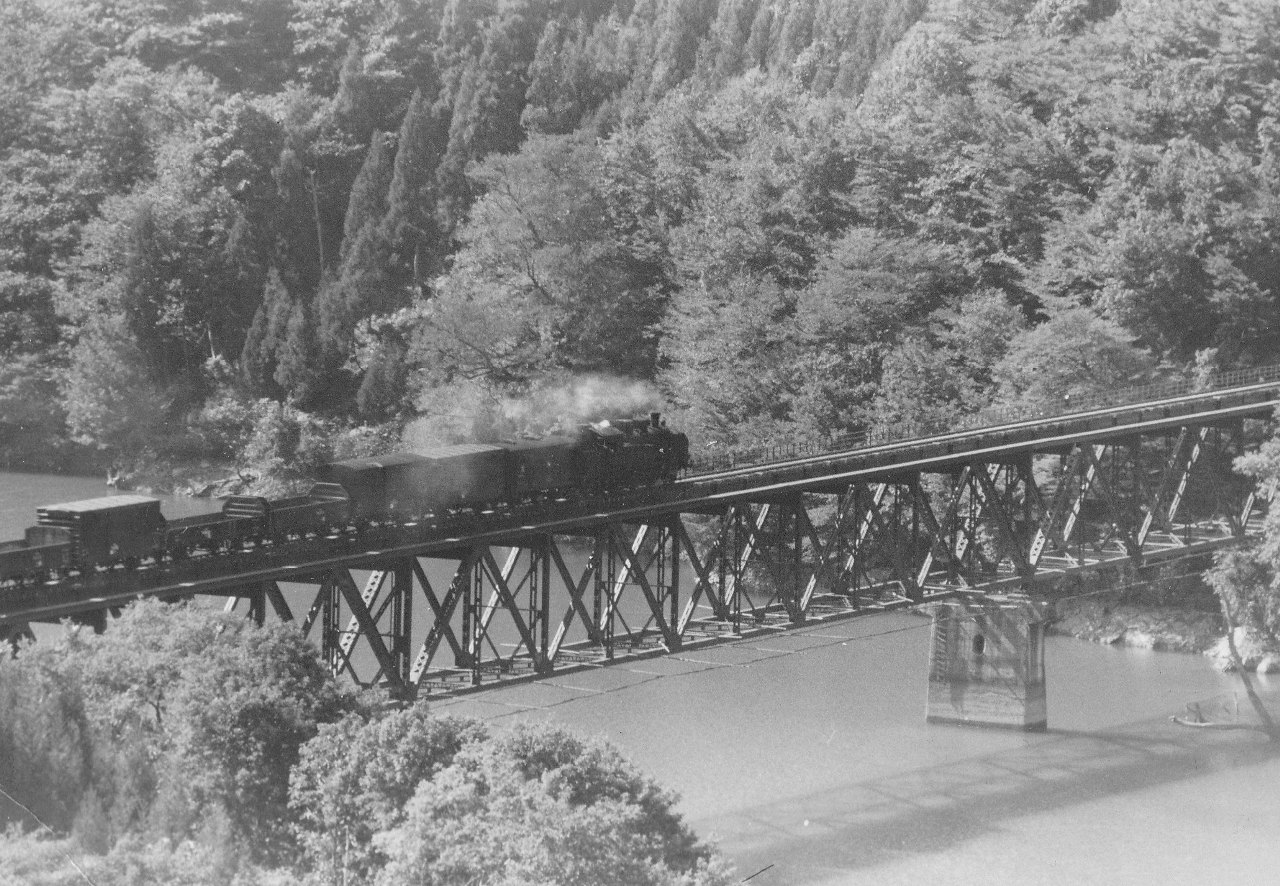
会津西方駅－会津宮下駅間（1973年11月撮影）

- 1971年（昭和46年）8月29日 : 只見駅 - 大白川駅間（20.8 km）を延伸開業（旅客営業のみ）[13]。田子倉駅を新設[13]。只見線の小出駅 - 大白川駅間を会津線へ編入して会津若松駅 - 小出駅（135.2 km）を新たに只見線とする[13]。
- 1972年（昭和47年）10月2日 : 客車普通列車を廃止し、旅客列車を全て気動車化[13]。
- 1974年（昭和49年）10月31日 : 蒸気機関車（SL）が最後の運転[13]（後に観光用臨時列車としてSL運行を復活）。
- 1979年（昭和54年） : キハ40系気動車の運用を開始。
- 1980年（昭和55年）
  - 10月1日 : 大白川駅 - 小出駅間（26.0 km）の貨物営業を廃止[13]。
  - 12月1日 : 会津宮下駅 - 早戸駅間で、線路にあった落石に上り回送列車が乗り上げて先頭車が鉄橋脇に転落し、2両目が脱線して運転士が負傷する事故が発生。
- 1982年（昭和57年）8月1日 : 西若松駅 - 只見駅（85.3 km）の貨物営業を廃止[13]。
- 1987年（昭和62年）4月1日 : 国鉄分割民営化に伴い東日本旅客鉄道（JR東日本）が、第一種鉄道事業者として小出駅 - 会津若松駅（基本計画では起点・終点が逆転しているためこの順序））を継承[13]。日本貨物鉄道（JR貨物）[13]が第二種鉄道事業者として西若松駅 - 会津若松駅（3.1 km）で貨物列車を運行。柿ノ木仮乗降場を駅に改める[13]。
- 1996年（平成8年）4月16日 : 会津水沼駅 - 会津中川間駅で脱線事故が発生。
- 1998年（平成10年）
  - 8月4日：平成10年8月新潟豪雨のため会津川口駅 - 小出駅間で運転を見合わせ[N 6]。
  - 8月7日：会津川口駅 - 只見駅間で運転を再開[N 7]。
  - 9月2日：只見駅 - 小出駅間で運転を再開[N 8][N 9]。
- 1999年（平成11年）4月1日:  日本貨物鉄道が西若松駅 - 会津若松駅（3.1 km）の第二種鉄道事業を廃止[13]。
- 2001年（平成13年）
  - 10月6日 : 全線開通30周年を記念して「SL&DL会津只見号」を会津若松駅 - 会津川口駅・只見駅間で運転（この年から「SL会津只見号」として毎年運行となる）[13]。
  - 12月1日 : 田子倉駅を臨時駅に改める[13]（冬季休業化[13]、時刻表に臨時駅の表示なし）。
- 2004年（平成16年）
  - 10月23日 : 新潟県中越地震により只見駅 - 小出駅間が不通となる[13][14]。
  - 11月20日 : 只見駅 - 小出駅間の運行を再開[14]。
- 2005年（平成17年）
  - 3月12日 : 早戸駅 - 会津水沼駅間の下大牧付近にて雪解けによる大規模な斜面崩壊が発生、その土砂に下り列車が乗り上げ先頭車が脱線、運転士が負傷する事故が発生。会津坂下駅・会津宮下駅 - 只見駅間が不通となり、バス代行を実施（同年4月8日運行再開）。
    - 事故当時の編成は会津川口側よりキハ40 559とキハ48 549であった[15]。

  - 6月9日 : 会津中川駅 - 会津川口駅間の只見線を跨いで只見川に架かっていた町道の橋梁の撤去作業中に橋げたが一部ずり落ち、下り列車が接触して屋根が大破する事故が発生。負傷者なし。会津宮下駅 - 只見駅が不通となり、バス代行を実施（同年7月1日運行再開）。
    - 上記事故による只見線用車両4両[注釈 1]破損のため、2005年（平成17年）7月から2006年（平成18年）3月まで、JR東日本の東北地方他地区より車両を借り入れて運行した[注釈 2]。
    - 2005年は3月の脱線事故と前後の冬の豪雪とあいまって、半年間近くがバス代行という状態になった。
- 2007年（平成19年）12月11日 : 大白川駅 - 小出駅間を特殊自動閉塞化[13]。
- 2008年（平成20年）9月26日 : 只見駅 - 大白川駅間を特殊自動閉塞化。
- 2011年（平成23年）
  - 7月23日 : 全線開通40周年を記念して「只見線全線開通40周年号」を会津若松駅 - 只見駅間で運転[N 10]。
  - 7月30日 : 新潟・福島を襲った豪雨により会津川口駅 - 会津大塩駅間で只見川第5 - 第7橋梁が流失、また会津坂本駅 - 会津柳津駅間で路盤が流出し、会津坂下駅 - 小出駅間が不通となる[17][18][N 11]。
  - 8月7日 : 会津坂下駅 - 会津宮下駅間が復旧[18]。
  - 8月11日 : 大白川駅 - 小出駅間が復旧[18]。
  - 8月28日 : 7月23日に続き、「只見線40周年号」を大白川駅 - 小出駅 - 長岡駅間で再び1往復運転[JR 4][注釈 3]。
  - 10月7日 : 西若松駅 - 会津坂下駅間を特殊自動閉塞化。
  - 12月3日 : 会津宮下 - 会津川口間が復旧[N 12][N 13]。
- 2012年（平成24年）
  - 6月7日 : 只見駅 - 大白川駅間の復旧工事着手。冬前の復旧を見込む[19]。
  - 9月23日 : 会津坂下駅 - 会津川口駅間においてタブレット閉塞方式が廃止され、特殊自動閉塞化[JR 3]。
  - 10月1日 : 只見駅 - 大白川駅間が復旧。不通区間は会津川口駅 - 只見駅間となる。ただし、田子倉駅は通過[JR 5]。
- 2013年（平成25年）3月16日 : 田子倉駅を廃止[JR 6]。柿ノ木駅を臨時駅に改め全列車通過とする[JR 7]。
- 2015年（平成27年）
  - 3月14日 : 柿ノ木駅を廃止[20][JR 8]。
  - 9月10日 : 台風18号による豪雨により、西若松駅 - 会津本郷駅間の大川橋梁[JR 9]で軌道変位[21]が発生。このため会津若松駅 - 会津川口駅間で会津鉄道会津線直通列車以外の運転を見合わせ。
  - 9月14日 : 会津若松駅 - 西若松駅間および会津坂下駅 - 会津川口駅間の運転を再開。西若松駅 - 会津坂下駅間でバス代行[JR 9]。
  - 9月29日 : 西若松駅 - 会津坂下駅間の運転を再開[JR 10]。
  - 12月19日 : 冬期間、雪崩・落雪対策として会津若松駅 - 会津川口駅間で速度を落として運転するため、会津若松駅 - 会津川口駅間の列車と、会津川口駅 - 只見駅間の代行バスが冬期間の時刻に変更となる[22]。
- 2018年（平成30年）6月15日 : 会津川口駅 - 只見駅間の復旧工事に着手[JR 11][N 14]。
- 2020年（令和2年）
  - 3月：福島県包括外部監査において、只見線復旧事業について只見線が1本に繋がってこそ意味があり機能を発揮すると考えるのは共同幻想にすぎない。JR東日本が提示したバス転換案の方が地域振興に有効である旨指摘[23](p141)。
  - 3月14日：ダイヤ改正に伴い、会津若松駅 - 会津川口駅間でキハE120形の運用を開始[JR 12]。それに伴い郡山総合車両センター会津若松派出所属のキハ40系の運用を終了。只見駅 - 小出駅間においても所定はキハ110形に変更となった。ただし暫定的にキハ40・47形が代走する形で継続されている[24]。
  - 11月16日 - 11月20日：橋りょう修繕工事実施に伴い、会津宮下駅 - 会津川口駅間が運休・バス代行[JR 13]。
- 2021年（令和3年）
  - 6月30日：JR東日本が会津川口駅 - 只見駅間の第一種鉄道事業廃止の届出および第二種鉄道事業許可の申請を国土交通大臣に行う[JR 14]。福島県が会津川口駅 - 只見駅間の第三種鉄道事業許可の申請を国土交通大臣に行う[JR 14]。
  - 7月10日：会津鉄道所有の観光列車「お座トロ展望列車」が福島県の只見線利活用プロジェクト事業の一環として会津若松駅 - 会津川口駅間で運転され、西若松駅 - 会津川口駅間に初めて乗り入れる[N 15][N 16][25]。
  - 9月28日：「只見線鉄道施設群」として17施設[注釈 4]が土木学会選奨土木遺産に認定[N 17][26][27]。
  - 11月30日：国土交通大臣が福島県に対して会津川口駅 - 只見駅間の第三種鉄道事業、JR東日本に対して同区間の第二種鉄道事業を許可[JR 15][国交省 1]。
- 2022年（令和4年）
  - 7月20日：会津川口駅 - 只見駅間において試運転を開始[N 18][N 19]。
  - 8月1日：上下分離に備え、福島県生活環境部の出先機関として会津若松駅構内に「只見線管理事務所」を設置[N 20]。
  - 9月6日：会津川口駅 - 只見駅間で沿線住民ら約25人が参加する試乗会を開催（DE10形ディーゼル機関車が客車3両を牽引）[N 21]。
  - 10月1日：会津川口駅 - 只見駅間が復旧し全線運転再開[JR 1][JR 16][28]。同区間を上下分離方式に移行し、JR東日本が第二種鉄道事業者、福島県が第三種鉄道事業者となり、JR東日本の第一種鉄道事業を廃止[国交省 2]。会津若松駅 - 只見駅間でワンマン運転を開始[JR 16][注釈 5]。
- 2024年（令和6年）3月16日：只見駅 - 小出駅間でワンマン運転を開始。
- 2025年（令和7年）
  - 3月15日：全列車がワンマン運転化。
  - 3月21日：記録的な大雪で2月より運休が継続している会津川口駅 - 大白川駅間について、JR東日本は除雪作業が雪崩などの発生で難航しているため、予定していた3月内の運休区間の運転再開を断念を発表。4月以降の運転再開を目指すこととなった[29]。
- 2026年（令和8年）7月1日（予定） - 支社制から事業本部制への再編に伴い、東北本部管轄区間は福島事業本部、新潟支社管轄区間は長岡事業本部の管轄となる[30]。

## 新潟・福島豪雨による長期路線寸断

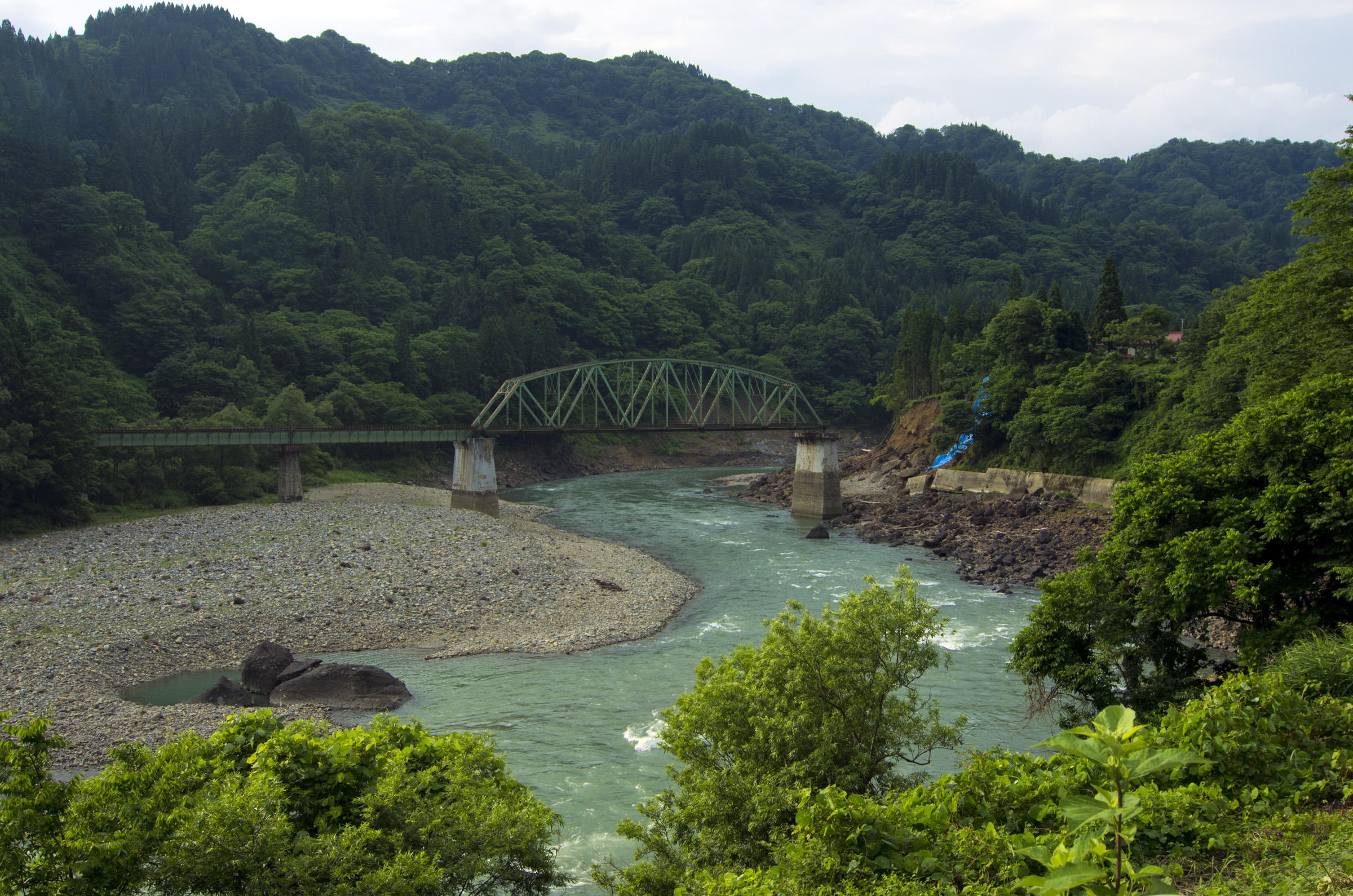
被災した第五只見川橋梁（2012年7月）

2011年7月の新潟・福島豪雨により、只見線は小出駅 - 会津坂下駅間113.6 kmが不通（被害状況は前述）となった。特に橋梁流失などが複数個所で発生した会津川口駅 - 只見駅間27.6 kmは、当初復旧工事が行われなかった。もともと赤字路線であり（2019年度の赤字額は運行継続区間で18億8000万円）、沿線を中心とした両県では「このまま廃線になるのではないか」と危機感が強まっていた。
2013年1月、福島県知事および周辺自治体首長が、JR東日本に同区間の復旧・存続を要請した。また福島県は国に対し、JR東日本への財政支援を求めた。これは、JR東日本が東日本大震災で路線等に多大な被害を受けたものの、同社は2013年時点でも黒字経営であり、黒字経営の会社には鉄道軌道整備法の災害復旧援助が適用されないためである。
こうした動きに対して2013年5月、JR東日本本社側から復旧費用が85億円との試算で、着工から復旧まで4年以上かかるとの見通しが示された（特に第八只見川橋梁の復旧だけで工期が4年かかる見込み）。またJR東日本単独での復旧は困難との見方をしており、福島県や沿線自治体の負担について調整を進める方針とした。JR東日本は、2014年8月5日に金山町で行われた住民説明会で、福島県と沿線自治体から工事費の4分の1の負担を提示されていることを明らかにした上で、同区間の復旧の可否を同年10月以降に判断する方針を示した。
今回の只見線橋梁流出等の原因となった洪水被害については、只見線とほぼ並行して流れる只見川に、東北電力と電源開発が計10基のダムを建設したが、そのうちの一つである滝ダムについては堆積する砂が貯水容量の38%に達しており、各ダムの堆積砂による貯水容量の低下によって溢れた水が只見川で洪水を起こし、被害を拡大させる原因になった事を所有者の電源開発が認めている。只見線不通区間に位置する金山町の被災者150名でつくる「只見川ダム災害金山町被災者の会」は『只見川流域の安全対策を怠ったダム災害』と訴え、只見線をダムの堆積砂を運ぶ貨物線として活用してはどうか、との意見も出された。

### 只見線復旧に向けて
不通区間の復旧に対して、福島県は復旧と再開に関するPRを行い、これに呼応して福島市に本店を置く東邦銀行が2013年（平成25年）に「福島県只見線復旧基金」へ寄付を行った。只見町観光まちづくり協会においてもPRおよび寄付による復旧費用を募るサイトを開設したほか、新潟県公式サイトでも福島県内における状況をPRしている。
2015年（平成27年）12月、福島県と沿線市町村は、只見線が運転を再開した場合に生じる赤字分を補填する方針を示した。また2016年（平成28年）3月には、黒字の鉄道事業者に対しても災害復旧事業費の補助を受けられるよう法改正を要望した。さらに、当初約85億円と見積もられていた復旧工事費は資材や人員不足で高騰し、100億円を超える見通しとなった。
2016年（平成28年）12月26日開催の「只見線復興推進会議検討会」では、福島県と沿線市町が施設と土地を保有しJR東日本が車両を運行する「上下分離方式」を採用し、鉄道で復旧させる方針が決まった。年間の費用負担はJR東日本が7100万円で県や沿線自治体が2億1000万円になる見込み。それを受けて、福島県は2017年（平成29年）1月下旬に第7回検討会議にて前述の上下分離方式の運営方法や、駅など鉄道施設の所有者、施設の維持費2億1000万円の負担割合を協議し、福島県と新潟・会津17市町村で構成する只見線復興推進会議で鉄道復旧方針の成案を年度内に決めるとした。
2017年（平成29年）1月、福島県や市町村、有識者で構成されるプロジェクトチームが設立され、鉄道復旧後の只見線を活用した地域振興策に取り組む方針が示された。また国会では、大規模災害で被害を受けた鉄道に対し、黒字の鉄道会社においても国が復旧支援が可能となる鉄道軌道整備法の改正案が検討されていることが明らかとなった。
2016年（平成28年）11月27日に会津若松市で開かれた復興推進会議検討会では、前回の会合で約108億円と提示した復旧費の総額について、只見町の第8橋梁の嵩上げを行わず、補強工事に留めれば約81億円にまで圧縮できるとし、工期もこれまで示してきた4年から3年に短縮されると説明された。その上で、復旧費はJR東日本が3分の1にあたる約27億円を支払い、残りの3分の2にあたる約54億円については、県と会津地方17市町村がこれまで約21億円積み立てた只見線復旧復興基金を充て、残額を新たに支出する方向で一致した。しかし、同年11月30日の会津美里町での検討会では、会津若松市と会津坂下町の住民から上下分離方式に対して「半永久的に膨大な費用がかかることが心配」「子どもたちに大変な負担になる」という反対・慎重意見もあった。
一方JR東日本では、2016年（平成28年）11月30日と12月1日に行われた市町村住民懇談会で、方針が正式に確定していないため、鉄道復旧とバス転換の両方の想定による説明を行った。
最終的に、2017年（平成29年）3月27日の復興推進会議において、上下分離方式での鉄道復旧が決定した。行政負担分の年間2億1,000万円にも及ぶ維持管理費の負担割合を「県が7割、地元17市町村が3割」とする確認書が了承された。2017年6月7日、福島県鉄道活性化対策協議会はJR東日本に対し鉄路維持の要望を改めて行い、JR側は「これまでの経緯や地元の思いを重く受け止め、上下分離方式の枠組みなどの検討を進めており、正式決定に向け取り組んでいる」と回答した。
2017年6月19日、JR東日本と福島県の間で基本合意書の締結が行われ、上下分離方式による鉄道復旧が正式に合意された。運休区間（会津川口駅 - 只見駅間）の復旧工事はJR東日本が行った上で、施設・土地を福島県に無償譲渡する。営業再開までに、福島県が第三種鉄道事業者、JR東日本が第二種鉄道事業者となる許可を取得し、営業再開後は当該区間の鉄道施設等を第三種鉄道事業者の福島県が保有し、第二種鉄道事業者のJR東日本が保有する車両で被災前の1日3往復を基本に列車を運行する。列車を運行するJR東日本は施設保有者の福島県へ線路使用料を支払うことになるが、運行経費が赤字とならないよう減免される。復旧費用の負担は福島県が3分の2、JR東日本が3分の1となる。福島県側の負担額54億円は県只見線復旧復興基金で積み立てた21億円を差し引いた33億円のほとんどを福島県が捻出して、会津地方17市町村の負担を軽減する方針である。
鉄道復旧の理由としては、会津地方は豪雪地帯であるために只見線への住民の信頼が高く、只見町と新潟県魚沼市間の国道252号が通行止となった場合に只見線が代替路となり、防災上の観点から鉄道復旧が適切と判断されたためである。また、復旧後は当該区間を含む只見線全線が厳しい利用状況であることを福島県が理解して、JR東日本と共に主体的に利用促進を行うことでも合意した。
2018年（平成30年）5月中旬から、除草などの復旧工事に向けた準備が進められ、6月15日に金山町の第七只見川橋梁付近で起工式が行われた。なお第六只見川橋梁については、2017年（平成29年）7月に豪雨被害を受けたことから、同年10月から前倒しで一部の撤去工事が行われた。
全線開通は2021年（令和3年）度中を目指すと報じられ、内堀雅雄福島県知事も運行再開について「平成33年（=令和3年）度中を目指す」と明言したが、この基本合意において営業運転再開時期は発表されておらず、復旧工事の進捗状況等を踏まえ設定するとしていた。
2019年（令和元年）11月28日には、第五只見川橋梁、第六只見川橋梁、第七只見川橋梁における橋脚等の完成および桁の架設の実施予定などが発表された。
2020年（令和2年）8月26日、第六只見川橋梁において地質条件が想定よりも悪いことが判明したため、橋梁の桁架設のための工法を再検討する必要が生じ、全線開通の時期が2022年（令和4年）度上半期にずれ込む見込みとなった。
2021年（令和3年）11月30日には、全線開通の時期について2022年（令和4年）秋頃を目指すと発表された。2022年（令和4年）5月18日に福島県とJR東日本仙台支社は同年10月1日に只見線全線で運転を再開すると発表した。復旧に備え福島県は只見線の利活用促進と安定的な維持管理に必要な体制のための部署として、同年8月1日に会津若松駅構内に生活環境部の出先機関である「只見線管理事務所」が設置された。
2022年（令和4年）10月1日、最後まで不通となっていた会津川口駅 - 只見駅間27.6 kmが復旧し、只見線は11年ぶりに全線で運転を再開した。しかし、下り一番列車の会津若松発小出行き423D（キハE120形）が塔寺駅 - 会津坂本駅間で車両故障を起こしたため、7時頃から全線で運転見合わせとなった。

### 福島県包括外部監査における指摘
2020年（令和2年）3月に、福島県の『平成31年度包括外部監査報告書（復興事業に係る事務の執行について）』が公表された。
その中で、只見線復旧事業については、下記のように、只見線が1本に繋がってこそ意味があり機能を発揮すると考えるのは共同幻想にすぎない。JR東日本が提示したバス転換案の方が地域振興に有効。只見線復旧事業費は別の事業で有効活用でき、上下分離に伴い今後の老朽化や災害復旧も県負担となる旨指摘されている。
「生活路線としての只見線の本質を捉えると、会津川口駅〜只見駅間を県・会津17市町村負担54億円掛けて鉄路で復旧させる必要はなかったのではないか。同区間はバス代行輸送により生活路線としての機能は維持できている。54億円は別の事業で有効活用できたのではないか。JR東日本がバス転換案で提示した地域振興策のように、古民家を活用した宿泊施設やサテライトオフィスを整備することも可能であろう。若しくは、医師、看護師招致（只見町朝日診療所などの国保診療所や県立宮下病院等）のための費用や、過疎地域でも都会と同じレベルの教育が受けられる受講費用、学習環境整備費用（自習室、図書室整備）など、医療、教育、福祉の分野での活用もできたのではないか。 不通区間の復旧は疑問視するが、不通区間以外の只見線の観光資源、観光振興を否定するものではない。只見線沿線の観光資源はもっと広く知られるべきであり、観光振興も強化されるべきであると思う。しかし、会津川口駅〜只見駅間を約81億円（県・市町村負担54億円）掛けて復旧しても、年間運営費（平成21年ベースで）2.8億円（県・市町村負担2.1億円）掛かり、老朽化により経費はさらに増えると予想される。更に今後の災害復旧時には全額負担することになる。」(p140)
「只見線全線復旧という精神的価値に54億円を費やし、年間2.1億円の運営費を毎年負担するよりは、会津川口駅〜只見駅間はバス代行輸送にした方が、現実的対応だったと思う。会津川口駅〜只見駅間の鉄路復旧、只見線の全線開通それ自体が、特に経済的価値を生む訳ではなく、過疎、人口減少に対する地域振興策でもない。それを望むのであれば、不通になる以前に達成できていたはずである。只見線が1本に繋がってこそ意味があり、機能を発揮すると考えるのは共同幻想にすぎない。約54億円は別の事業で有効活用できたのではないか。」(p141)
また、同監査報告書では有名撮影スポットである第一只見川橋梁等へのバス路線事業等の実証実験「来て。乗って！あいづ二次交通強化支援事業」に対してもその結果が低調であったことを踏まえ、「結果として単位当たりいくらまでの補助金となる事業なら実証事業を行う意味があるか、といった事前の判断基準の設定がない。実証事業に係る補助を効果的に行うには、単位当たり補助金上限額や見込み入込数を予め設定し、それが見込めない実証事業は、たとえ実証といえども補助対象としない、という補助金制度にすべきである。」(p83)との指摘をしている。

### 八十里越の開通予定
只見線が国鉄再建法による廃止対象から除外された理由の一つが、只見町から魚沼市へ抜ける六十里越道路（国道252号）が積雪により長期間冬季通行止となることにあった（前述）。一方、長らく車両不通区間（点線国道）となっていた只見町から新潟県三条市へ抜ける国道289号八十里越が、2021年（令和3年）4月に今後5か年程度で直轄権限代行区間の全線開通との見通しが示された。この道路は冬季も通行可能とされており、只見町と中越地方の往来において冬季であっても大幅な迂回から解放されることになる。その後、2023年の豪雨による斜面崩落などの被災が生じての追加工事を要したことや、想定外の強固な岩盤が発見されたことにより工程が遅延したため、開通は2026年（令和8年）秋 - 2027年（令和9年）夏となる見込みであることが公表された。この際、福島県区間では平石山トンネルが未完成であるなど現道を利用した暫定開通であり冬季間の安全を確保できないため、当初は冬季間通行止めとなることが公表された。そのため、この道路が開通した後も、しばらくは只見線が冬の間の唯一の交通手段になる。

## 運行形態

路線図

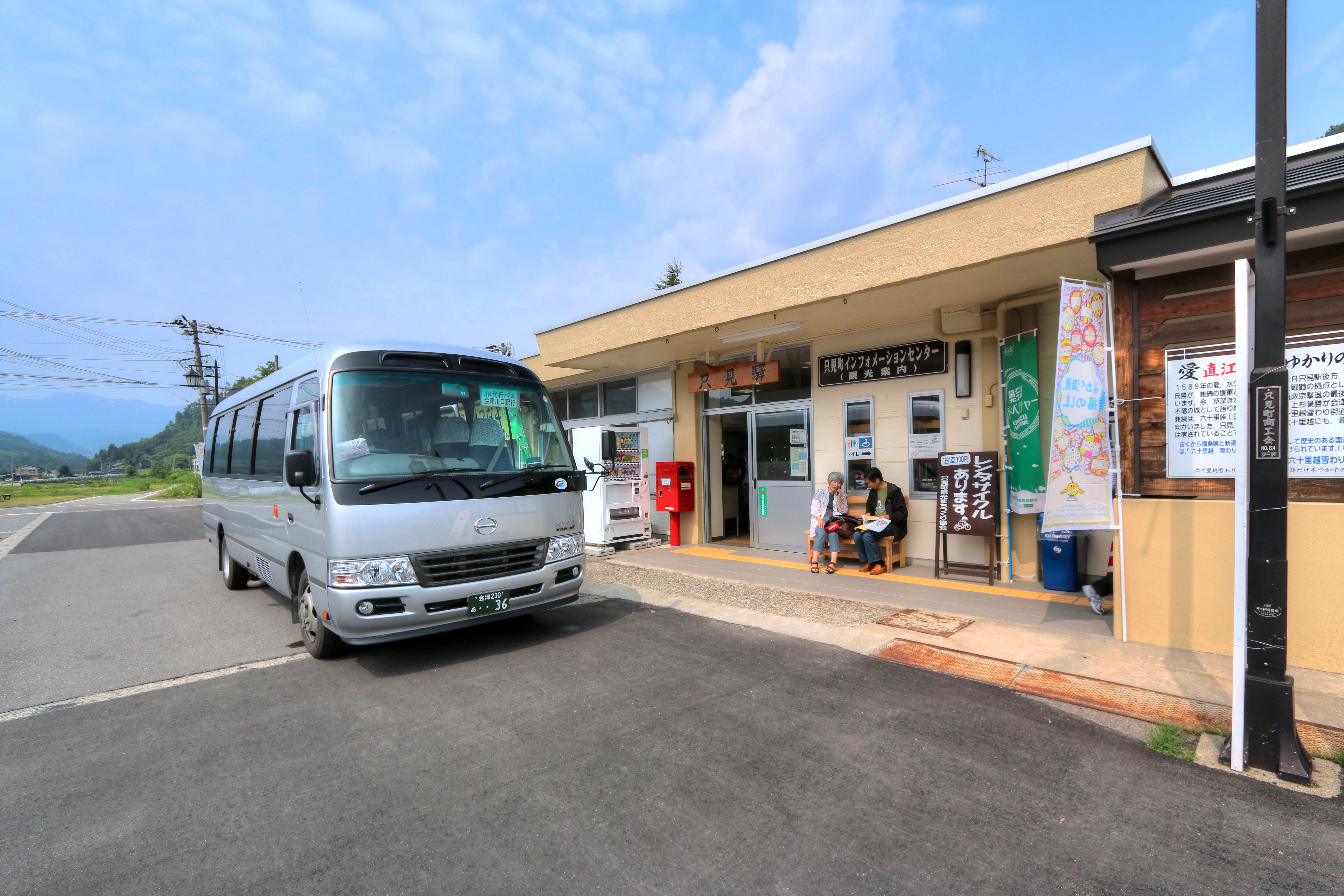
只見駅を出発する代行バス（2014年6月）

1972年3月15日から1988年3月12日まで急行「奥只見」が運行されていたが、現在は普通列車のみの運行である。
会津若松駅から小出駅へ向かう方面が下り列車であり、その逆方面が上り列車である。基本的に全列車とも線内折り返しで他線との直通運転はないが、磐越西線や上越線方面からの臨時列車が年に何本か設定されることがある。
1日あたりの列車本数は会津若松駅 - 小出駅間の全線直通列車が3往復、区間列車が会津若松駅 - 会津川口駅間に3往復、会津若松駅 - 西若松駅間に1往復（後述の同区間完結列車）、会津若松駅 - 会津坂下駅間に1往復、大白川駅 - 小出駅間に2往復（土休日は1往復）運転されている。
原則1 - 2両編成で、ワンマン運転を行っている。会津若松駅 − 会津川口駅間の夜の下り435Dは翌日が平日の場合・朝の上り422Dは当日が平日の場合は通学需要に対応するため3両編成となり、車掌が乗務する。ただし、通学需要の少ない休暇期間などは2両編成となり、ワンマン運転を行う場合もある。
2011年7月の新潟・福島豪雨災害で、会津坂下駅 - 小出駅間が不通となった。12月3日までに会津坂下駅 - 会津川口駅間・大白川駅 - 小出駅間が復旧し、2012年10月1日に只見駅 - 大白川駅間が復旧した。残る会津川口駅 - 只見駅間は、被害から11年以上の時を経て2022年10月1日に運転を再開した。この区間は同年9月30日まで代行バスが運行されていたが、再開当日の10月1日にも塔寺駅 - 会津坂本駅間での車両故障のため会津坂下駅 - 会津川口駅間が運転見合わせとなったことで同区間で代行バスが運行された。
豪雨災害前のダイヤでは、1日あたり会津若松駅 - 会津川口駅間は8 - 9本程度、会津川口駅 - 只見駅（冬季は大白川駅）間は3往復、只見駅（冬季は大白川駅） - 小出駅間は5往復（1往復は大白川駅発着・土曜・休日・休校日は運休）であった。全線通しての運行する場合の所要時間は、5時間程度である。2022年10月の全線復旧の際も、この運行形態を概ね踏襲しているが、使用車両の変更に伴い、全線通しの所要時間は4時間程度となっている。
会津川口駅 - 只見駅間不通時の1日あたりの列車本数は会津若松駅 - 会津川口駅間が6往復、只見駅 - 小出駅間が3往復となっており、このほかに会津若松駅 - 会津坂下駅間・大白川駅 - 小出駅間の区間列車が1往復ずつ運転されていた。
会津若松駅 - 西若松駅間には会津鉄道の列車も乗り入れており、只見線会津川口・小出方面の列車よりも本数は多い。2021年3月13日のダイヤ改正では、会津鉄道線内の始発・最終列車の繰り上げに伴い、会津鉄道の車両により只見線内（会津若松駅 - 西若松駅間）のみで完結する列車が1往復設定されている。この会津若松駅 - 西若松駅間の列車は2012年3月までにも設定されていた。

### 過去に運行された優等列車

#### 多層階建て急行「いなわしろ」
準急「あいづ」として1959年に仙台駅 - 喜多方駅間で運行を開始。1965年に会津川口駅（1967年から季節列車として只見駅まで延長）・会津線会津田島駅・磐越西線喜多方駅の3方向からの列車を会津若松駅で取りまとめて仙台駅へ向かう形態となり、1966年には急行へ格上げされ、1968年からは「あいづ」の愛称が上野駅 - 会津若松駅間の特急に使用されることになり、「いなわしろ」と改称された。
この列車の特色は、気動車の利点を生かして多層階建て列車として運用したことにある。キハ55系等のほか、会津線系統直通には、本来は普通列車用だが単行運転可能なキハ52形等が充当された。
併結相手は会津若松駅 - 仙台駅間が急行「あがの」（喜多方駅発の「いなわしろ」が無い号便に限る）、郡山駅 - 仙台駅間が磐越東線直通の急行「いわき」である。沿線は豪雪地帯のため、冬期間は併結相手が遅延して何時間も来ないこともあったが、主要道の除雪もままならない時代だったことから、地域住民の貴重な足として運行され続けた。1982年、東北新幹線開業に伴う大規模ダイヤ改正で廃止された。
- 廃止時停車駅（福島駅 - 喜多方駅・只見駅間は急行区間、仙台駅 - 福島駅間は普通列車）
  - 福島駅 - 松川駅 - 二本松駅 - 本宮駅 - 郡山駅 - 磐梯熱海駅 - 川桁駅 - 猪苗代駅 - 会津若松駅 - 喜多方駅
  - 会津若松駅 -  西若松駅 - 会津本郷駅 - 会津高田駅 - 新鶴駅 - 会津坂下駅 - 会津柳津駅 - 滝谷駅 - 会津宮下駅 - 会津川口駅 - 只見駅

多層階建ての列車の宿命として、複雑な運転系統に伴う運用上の錯綜があった。ここではその例として、1968年（昭和43年）10月ダイヤ改正時の上下の「いなわしろ2号」の場合を挙げる。
- 下り「いなわしろ2号」
  - 会津川口発の「いなわしろ2号」は、会津若松駅で新潟駅から来た「あがの1号」と併結し、さらに郡山駅で水戸駅始発の「いわき51号」と併結。この時点で、先頭から「あがの1号・いなわしろ2号・いわき51号」となるが、福島駅で「いなわしろ2号・いわき51号」が切り離され、「あがの1号」は単独で終点の仙台駅へと向かった。
- 上り「いなわしろ2号」
  - 「いなわしろ2号」は仙台始発であるが、始発時点で水戸駅行きの「いわき2号」を併結。福島駅で「いわき2号」の福島始発列車を併結し、郡山駅で「いわき2号」と別れて磐越西線に入り、会津若松駅で会津田島駅行き、会津川口駅（只見駅）行き、喜多方駅行きの3つの列車に分割されて、それぞれの終点に向かった。

「いなわしろ」「あがの」「いわき」と行き先が異なる上、それぞれ連結する相手の号便が異なること、多層階になった後も福島駅で分割・併合するなどしたため、時刻表の表記も各駅の乗車案内も難解を極めた。また、乗客自身も乗っている号車が目的地にたどり着くのか確認することに苦労したといわれている。

#### 冬季運休急行「奥只見」
奥只見（おくただみ）は、1972年10月2日から1988年3月13日（実質1987年11月30日）まで、会津若松駅 - 小出駅間（1982年11月15日からは普通列車として上越線浦佐駅まで延長）に運行されていた列車である。定期列車であったが、利用度および車両運用を配慮して、冬季の12月1日から翌年の3月31日まで運休する措置がとられる特異な列車であった。
表定速度は、只見線の線路条件の悪さ、運転士が1人乗務のためタブレットの通過取り扱いができないことによる交換駅全停車などにより40km/h程度に留まり、全線走破には3時間半程度を要した。
車両は一貫して非冷房のキハ58系で、1985年3月13日（実質1984年11月30日）までは3両編成、1985年3月14日（同1985年4月1日）からは2両編成で運転。本州内最後の非冷房優等定期列車であった。
- 廃止時停車駅（小出駅 - 浦佐駅間は普通列車）
  - 会津若松駅 - 西若松駅 - 会津本郷駅 - 会津高田駅 - 新鶴駅 - 会津坂下駅 - 会津柳津駅 - 滝谷駅 - 会津宮下駅 - 会津川口駅 - 只見駅 - 田子倉駅 - 大白川駅 - 入広瀬駅 - 越後須原駅 - 越後広瀬駅 - 小出駅 - 浦佐駅

なお、1971年8月29日から1972年10月1日までは臨時列車として運転され、只見駅から上越線経由で上野駅まで乗り入れていた。上野駅 - 小出駅間では、当時上野駅 - 秋田駅・柏崎駅間に運転されていた急行「鳥海」「よねやま」と併結して運転されていた。
2006年7月15・16日には、浦佐駅 - 会津若松駅間で復活運転が行われる予定だったが、大雨の影響により運休となり、同年9月23日に改めて運転された。

## 使用車両
郡山総合車両センター（仙コリ）に所属し、同センターの会津若松派出所に常駐する車両や、新津運輸区（新ニツ）に所属する車両が使用される。特有の設備として、NTTドコモの衛星電話であるワイドスターが装備され、一部列車無線が通じない区間で使用される。
キハE120形
2020年（令和2年）3月14日から運用開始。8両全車とも郡山総合車両センター会津若松派出所属。同所所属のキハ40系を全て置き換えた。2022年9月30日までは会津若松駅 - 会津川口駅間で、2022年10月1日以降は全線で運用されている。
新津運輸区（信越本線、磐越西線、白新線、羽越本線、米坂線）で運用されていた車両が転入したものである。
車体色はキハ40系の東北地域本社色のデザインを踏襲した緑色に変更されたが、キハE120-2は全線運転再開を記念した国鉄一般色風のカラーリングに再変更された。
キハ110形
2020年（令和2年）7月12日から運用開始。2022年9月30日までは小出駅 - 只見駅間で、2022年10月1日以降は全線で運用されている。衛星携帯電話・GPS設置工事を施工した新津運輸区所属の100番台1両と200番台3両が使用される。
このうちキハ110-223（元北上線特急「秋田リレー号」用キハ110-301）は、2022年11月よりキハ40系の東北地域本社色のリバイバル塗装車となる。
なお、会津若松駅 - 西若松駅間を走行する会津鉄道からの乗り入れ車両は、「会津鉄道#気動車」を参照のこと。

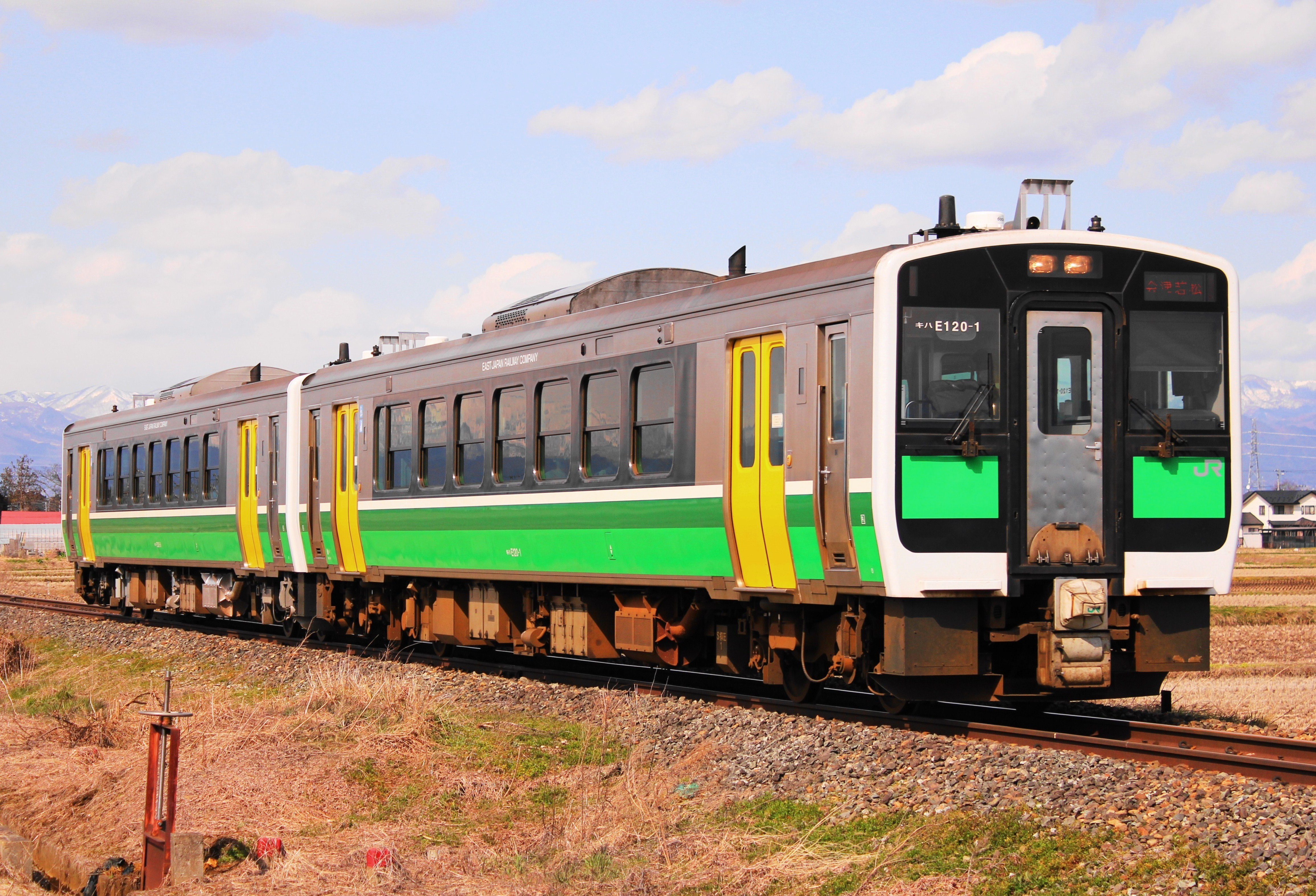
普通列車に使用されるキハE120形（会津坂下駅 - 若宮駅間）

### 過去の使用車両
キハ40系
1979年（昭和54年）から運用開始。2020年（令和2年）7月に運用終了。
通常はキハ40形とキハ48形を使用。2011年の新潟・福島豪雨による被災で路線が分断されるまでは、郡山総合車両センター会津若松派出所属車が全線で運用されていたが、被災後は会津若松駅 - 会津川口駅間で会津若松所属車、只見駅 - 小出駅間で新津所属車が運用される形態となっていた。車体色は会津若松所属車が東北地域本社色、新津所属車が主に新潟色である。
2015年5月30日の仙石東北ラインの開通に伴う車両の配置転換後は全車冷房車で運用された。
キハ52形
キハ53形200番台
キハ58形を改造した200番代が201、202の2両配置されていた。
キハ58系
普通列車や急行「奥只見」として定期運用されていた。臨時列車としては新津運輸区所属車が「只見紅葉号」「磐西只見ぐるり一周号」で入線したほか、2007年2月10日 - 11日に「只見雪祭り号」として秋田車両センター（現・秋田総合車両センター南秋田センター）所属の元「よねしろ」用車が入線した。
C12形蒸気機関車
国鉄時代に客車列車を牽引していたが、戦後になりC10やC11に置き換えられていった。
C11形蒸気機関車
国鉄時代に貨物列車や客車列車を牽引していた。臨時列車「SL会津只見号」として真岡鐵道所属の325号機が入線していたが、同機は2020年に東武鉄道に譲渡された。

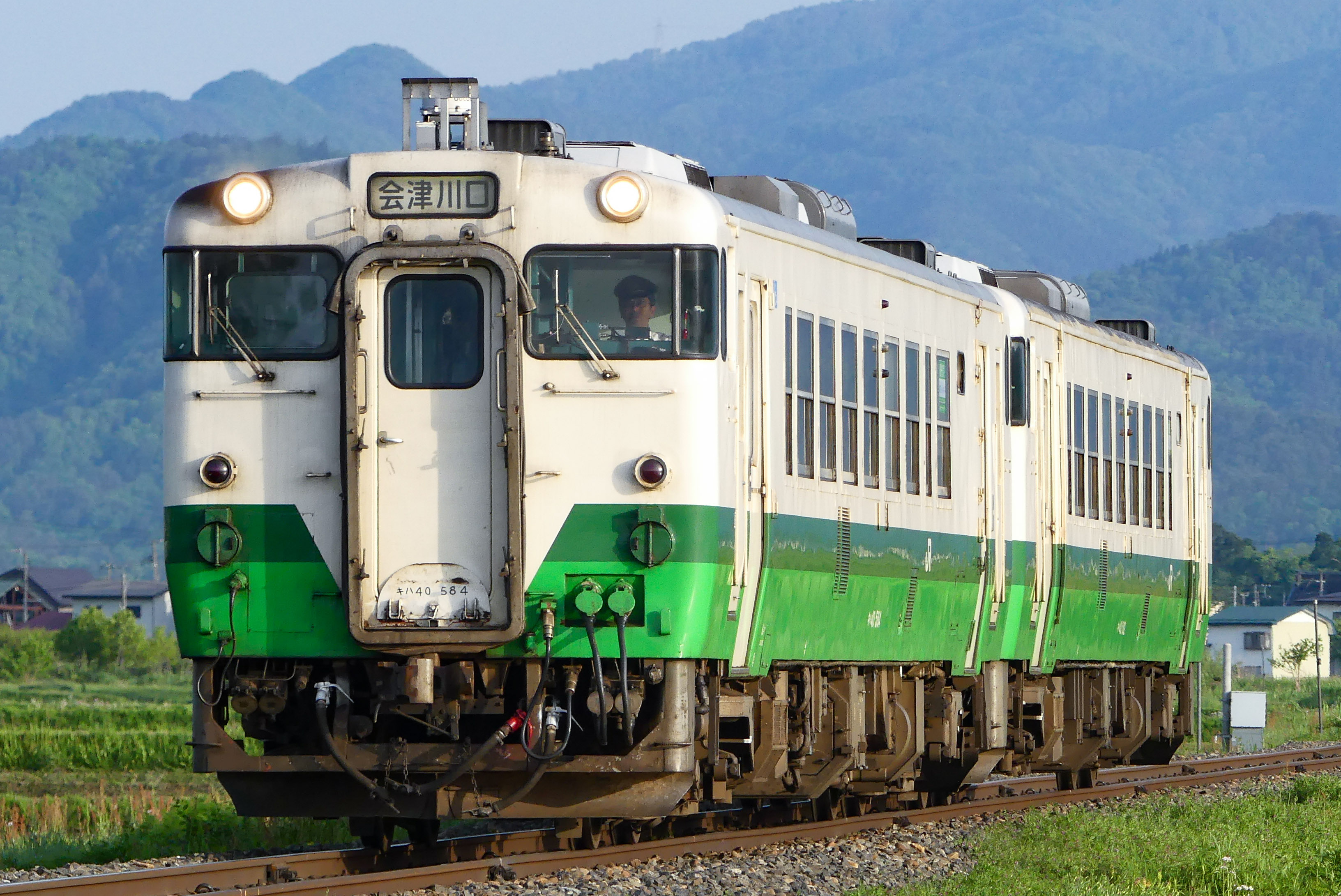
只見線のかつての主力であったキハ40形
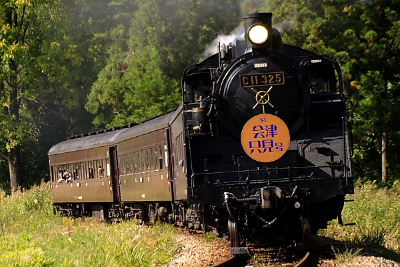
SL会津只見号として只見線を走行する真岡鐵道のC11 325（2006年10月9日、会津蒲生駅 - 会津塩沢駅間）
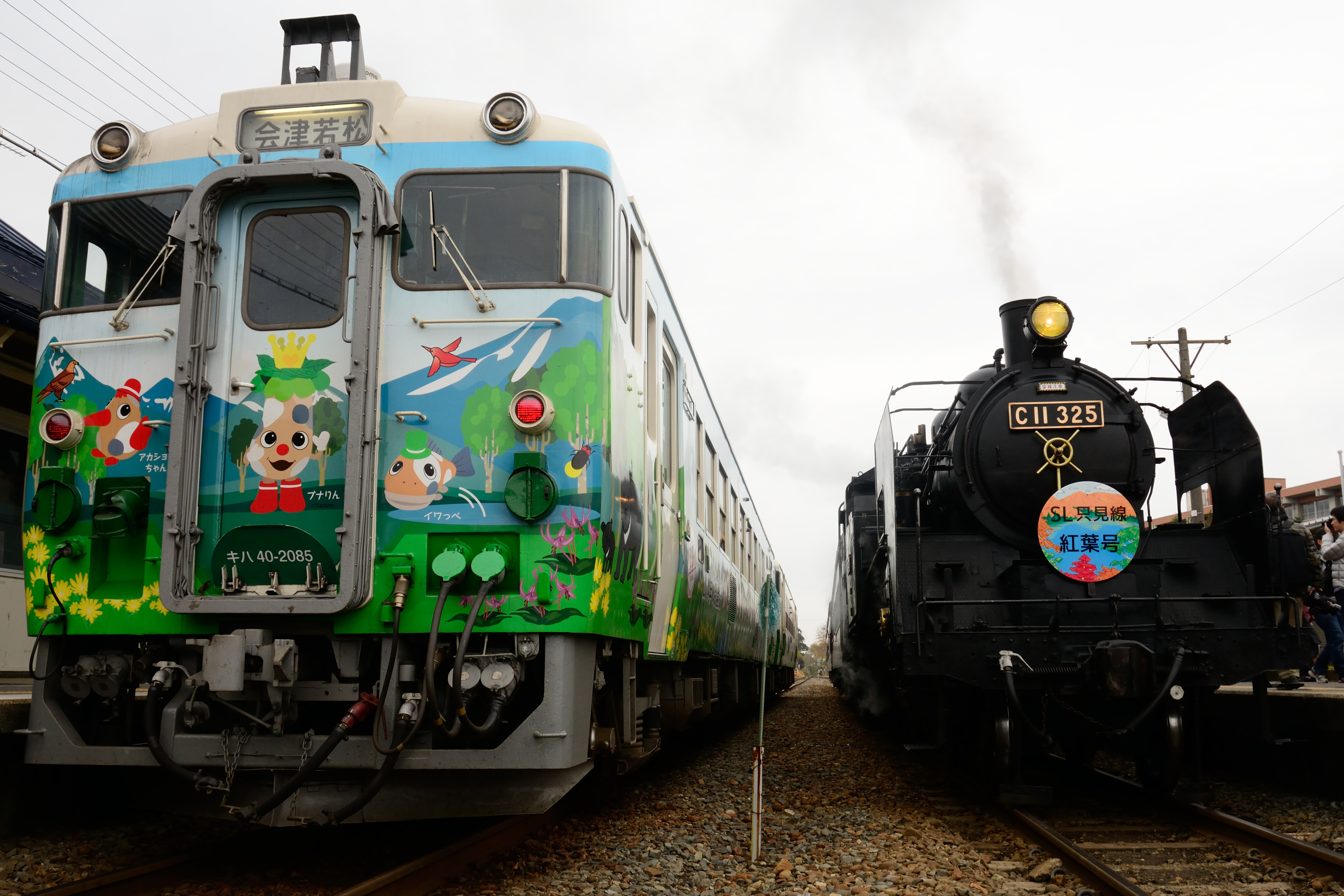
只見線紅葉号（真岡鐵道C11 325）とラッピングが施されたキハ40形（2014年11月）
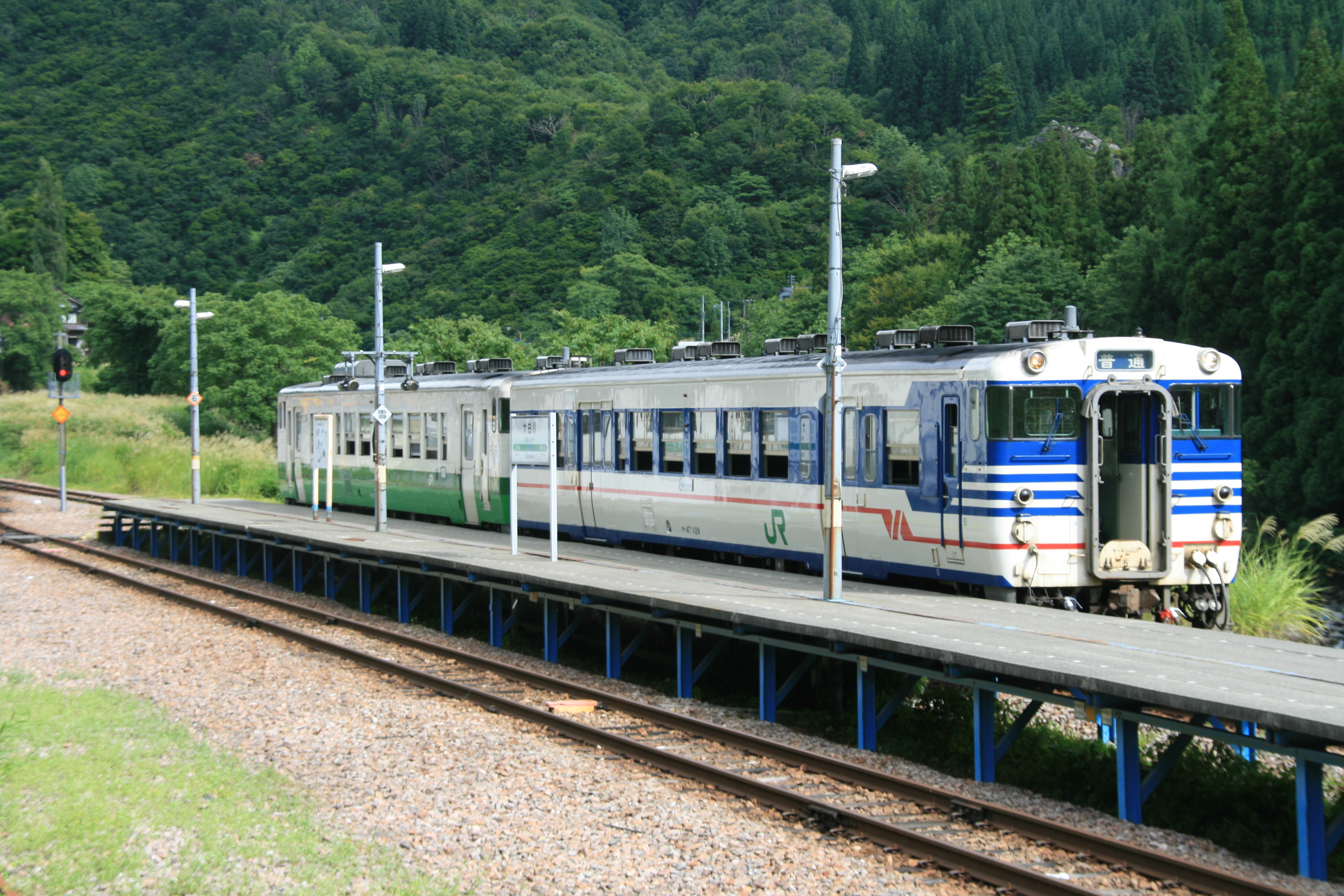
分断後に小出駅 - 只見駅間で使用された新津運輸区の車両（2012年9月）
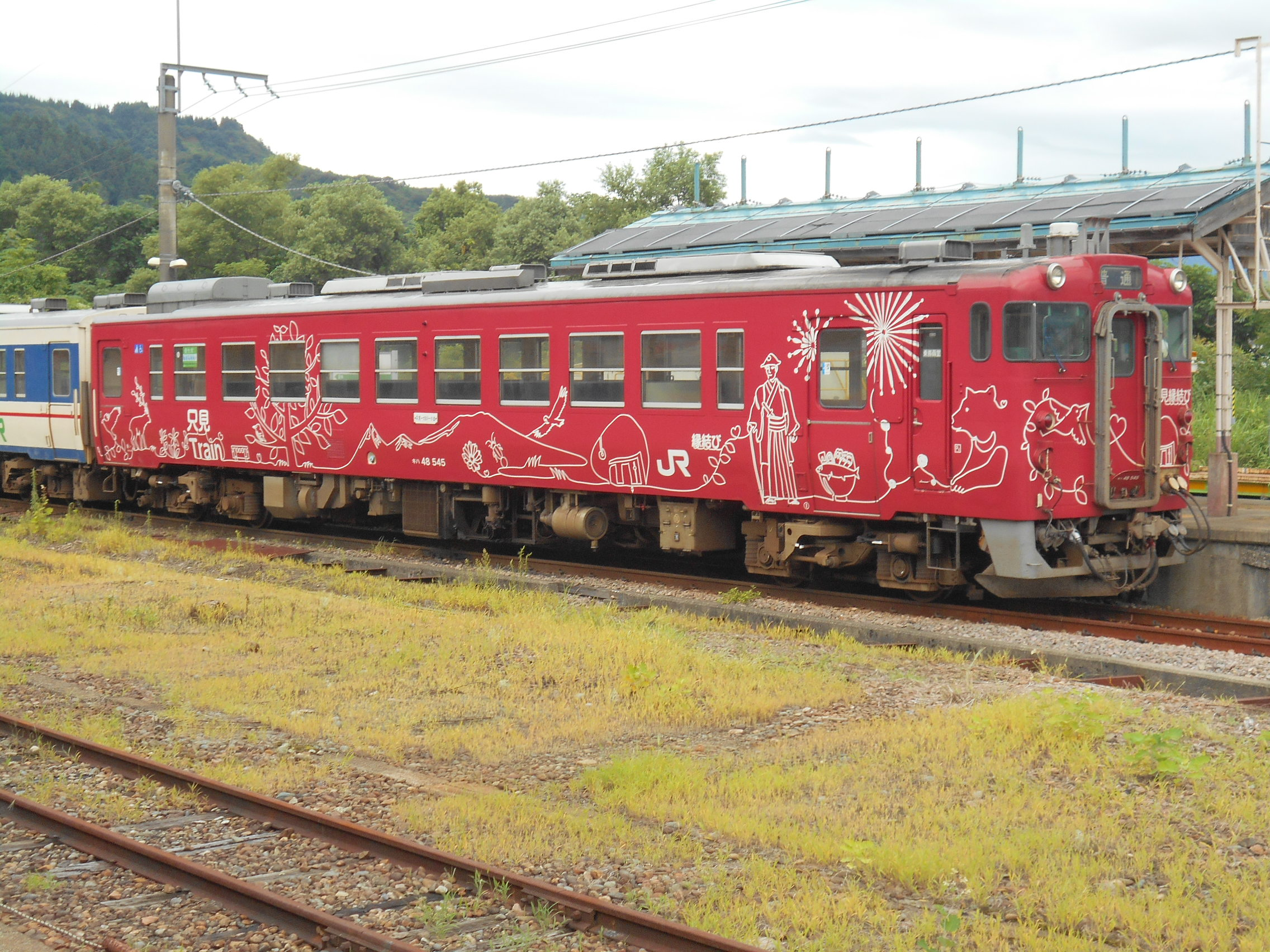
2015年[43]に登場した縁結びラッピング列車（2017年8月）

## 駅一覧
- 全列車（会津鉄道会津線直通列車を含む）が線内の全ての駅に停車する。
- 線路（全線単線） … ◇・∨・∧：列車交換可、｜：列車交換不可

| 駅名       | 営業キロ | 営業キロ | 接続路線                  | 線路 | 所在地        | 所在地            | 所在地            |
| 駅名       | 駅間     | 累計     | 接続路線                  | 線路 | 所在地        | 所在地            | 所在地            |
| ---------- | -------- | -------- | ------------------------- | ---- | ------------- | ----------------- | ----------------- |
| 会津若松駅 | -        | 0.0      | 東日本旅客鉄道：■磐越西線 | ∨    | 福島県        | 会津若松市        | 会津若松市        |
| 七日町駅   | 1.3      | 1.3      |                           | ｜   | 福島県        | 会津若松市        | 会津若松市        |
| 西若松駅   | 1.8      | 3.1      | 会津鉄道：会津線          | ◇    | 福島県        | 会津若松市        | 会津若松市        |
| 会津本郷駅 | 3.4      | 6.5      |                           | ｜   | 福島県        | 会津若松市        | 会津若松市        |
| 会津高田駅 | 4.8      | 11.3     |                           | ｜   | 福島県        | 大沼郡 会津美里町 | 大沼郡 会津美里町 |
| 根岸駅     | 3.5      | 14.8     |                           | ｜   | 福島県        | 大沼郡 会津美里町 | 大沼郡 会津美里町 |
| 新鶴駅     | 2.0      | 16.8     |                           | ｜   | 福島県        | 大沼郡 会津美里町 | 大沼郡 会津美里町 |
| 若宮駅     | 2.1      | 18.9     |                           | ｜   | 福島県        | 河沼郡            | 会津坂下町        |
| 会津坂下駅 | 2.7      | 21.6     |                           | ◇    | 福島県        | 河沼郡            | 会津坂下町        |
| 塔寺駅     | 4.4      | 26.0     |                           | ｜   | 福島県        | 河沼郡            | 会津坂下町        |
| 会津坂本駅 | 3.7      | 29.7     |                           | ｜   | 福島県        | 河沼郡            | 会津坂下町        |
| 会津柳津駅 | 3.6      | 33.3     |                           | ｜   | 福島県        | 河沼郡            | 柳津町            |
| 郷戸駅     | 3.6      | 36.9     |                           | ｜   | 福島県        | 河沼郡            | 柳津町            |
| 滝谷駅     | 2.7      | 39.6     |                           | ｜   | 福島県        | 河沼郡            | 柳津町            |
| 会津桧原駅 | 1.9      | 41.5     |                           | ｜   | 福島県        | 大沼郡            | 三島町            |
| 会津西方駅 | 2.2      | 43.7     |                           | ｜   | 福島県        | 大沼郡            | 三島町            |
| 会津宮下駅 | 1.7      | 45.4     |                           | ◇    | 福島県        | 大沼郡            | 三島町            |
| 早戸駅     | 5.8      | 51.2     |                           | ｜   | 福島県        | 大沼郡            | 三島町            |
| 会津水沼駅 | 3.9      | 55.1     |                           | ｜   | 福島県        | 大沼郡            | 金山町            |
| 会津中川駅 | 3.2      | 58.3     |                           | ｜   | 福島県        | 大沼郡            | 金山町            |
| 会津川口駅 | 2.5      | 60.8     |                           | ◇    | 福島県        | 大沼郡            | 金山町            |
| 本名駅     | 2.8      | 63.6     |                           | ｜   | 福島県        | 大沼郡            | 金山町            |
| 会津越川駅 | 6.4      | 70.0     |                           | ｜   | 福島県        | 大沼郡            | 金山町            |
| 会津横田駅 | 3.2      | 73.2     |                           | ｜   | 福島県        | 大沼郡            | 金山町            |
| 会津大塩駅 | 2.2      | 75.4     |                           | ｜   | 福島県        | 大沼郡            | 金山町            |
| 会津塩沢駅 | 5.5      | 80.9     |                           | ｜   | 福島県        | 南会津郡 只見町   | 南会津郡 只見町   |
| 会津蒲生駅 | 3.0      | 83.9     |                           | ｜   | 福島県        | 南会津郡 只見町   | 南会津郡 只見町   |
| 只見駅     | 4.5      | 88.4     |                           | ｜   | 福島県        | 南会津郡 只見町   | 南会津郡 只見町   |
| 大白川駅   | 20.8     | 109.2    |                           | ◇    | 新潟県 魚沼市 | 新潟県 魚沼市     | 新潟県 魚沼市     |
| 入広瀬駅   | 6.4      | 115.6    |                           | ｜   | 新潟県 魚沼市 | 新潟県 魚沼市     | 新潟県 魚沼市     |
| 上条駅     | 3.1      | 118.7    |                           | ｜   | 新潟県 魚沼市 | 新潟県 魚沼市     | 新潟県 魚沼市     |
| 越後須原駅 | 4.4      | 123.1    |                           | ｜   | 新潟県 魚沼市 | 新潟県 魚沼市     | 新潟県 魚沼市     |
| 魚沼田中駅 | 3.9      | 127.0    |                           | ｜   | 新潟県 魚沼市 | 新潟県 魚沼市     | 新潟県 魚沼市     |
| 越後広瀬駅 | 2.5      | 129.5    |                           | ｜   | 新潟県 魚沼市 | 新潟県 魚沼市     | 新潟県 魚沼市     |
| 藪神駅     | 2.1      | 131.6    |                           | ｜   | 新潟県 魚沼市 | 新潟県 魚沼市     | 新潟県 魚沼市     |
| 小出駅     | 3.6      | 135.2    | 東日本旅客鉄道：■上越線   | ∧    | 新潟県 魚沼市 | 新潟県 魚沼市     | 新潟県 魚沼市     |

1. ↑  会津鉄道会津線の起点は西若松駅であるが、全列車が会津若松駅へ乗り入れる。

2023年度の時点で、JR東日本自社による乗車人員集計の対象駅は会津若松駅、西若松駅、会津坂下駅、会津川口駅、只見駅、小出駅である。それ以外の駅は完全な無人駅のため集計対象から外されている。
国鉄・JRの他の駅名と重複しないよう、地方名の「会津」を冠した駅が非常に多い（この地域の旧国名は「岩代」であるが、こちらは使われていない）。根岸駅が神奈川県にある根岸線根岸駅と同名なのは、根岸線の駅の方が後に開業したことによる。

### 廃駅
- 田子倉駅（只見駅 - 大白川駅間） - 2013年3月16日廃止。
- 柿ノ木駅（大白川駅 - 入広瀬駅間） - 2015年3月14日廃止。
- 黒又川仮乗降場（柿ノ木駅 - 入広瀬駅間） - 1965年7月15日頃廃止。

## 利用状況

### 平均通過人員
各年度の平均通過人員（人/日）は以下のとおりである。
| 年度                   | 平均通過人員（人/日） | 平均通過人員（人/日） | 平均通過人員（人/日） | 平均通過人員（人/日） | 平均通過人員（人/日） | 出典      |
| 年度                   | 全区間                | 会津若松 - 会津坂下   | 会津坂下 - 会津川口   | 会津川口 - 只見       | 只見 - 小出           | 出典      |
| ---------------------- | --------------------- | --------------------- | --------------------- | --------------------- | --------------------- | --------- |
| 1987年度（昭和62年度） | 644                   | 1,962                 | 533                   | 184                   | 369                   | [ JR 27 ] |
| 2011年度（平成23年度） | 316                   | 1,314                 | 228                   | 21                    | 102                   | [ JR 27 ] |
| 2012年度（平成24年度） | 305                   | 1,277                 | 218                   | 21                    | 98                    | [ JR 27 ] |
| 2013年度（平成25年度） | 317                   | 1,315                 | 219                   | 22                    | 112                   | [ JR 27 ] |
| 2014年度（平成26年度） | 304                   | 1,234                 | 208                   | 43                    | 109                   | [ JR 27 ] |
| 2015年度（平成27年度） | 321                   | 1,315                 | 222                   | 35                    | 115                   | [ JR 27 ] |
| 2016年度（平成28年度） | 304                   | 1,250                 | 199                   | 37                    | 114                   | [ JR 28 ] |
| 2017年度（平成29年度） | 290                   | 1,191                 | 190                   | 30                    | 113                   | [ JR 28 ] |
| 2018年度（平成30年度） | 280                   | 1,154                 | 181                   | 28                    | 107                   | [ JR 28 ] |
| 2019年度（令和元年度） | 271                   | 1,122                 | 179                   | 27                    | 101                   | [ JR 29 ] |
| 2020年度（令和02年度） | 233                   | 1,009                 | 141                   | 15                    | 82                    | [ JR 29 ] |
| 2021年度（令和03年度） | 218                   | 978                   | 124                   | 12                    | 69                    | [ JR 29 ] |
| 2022年度（令和04年度） | 257                   | 944                   | 182                   | 79                    | 107                   | [ JR 29 ] |
| 2023年度（令和05年度） | 280                   | 987                   | 206                   | 103                   | 121                   | [ JR 30 ] |

### 収支・営業系数
各年度の収支（運輸収入、営業費用）、営業係数、収支率は以下のとおりである。▲はマイナスを意味する。なお、会津川口駅 - 只見駅間のデータは開示されていない。
| 年度                   | 収支（百万円） | 収支（百万円） | 収支（百万円） | 営業 係数 （円） | 収支率 | 出典      |
| 年度                   | 運輸 収入      | 営業 費用      | 計             | 営業 係数 （円） | 収支率 | 出典      |
| ---------------------- | -------------- | -------------- | -------------- | ---------------- | ------ | --------- |
| 2019年度（令和元年度） | 89             | 515            | ▲425           | 573              | 17.4%  | [ JR 31 ] |
| 2020年度（令和02年度） | 69             | 478            | ▲408           | 688              | 14.5%  | [ JR 31 ] |
| 2021年度（令和03年度） | 71             | 543            | ▲472           | 758              | 13.2%  | [ JR 32 ] |
| 2022年度（令和04年度） | 77             | 545            | ▲467           | 704              | 14.2%  | [ JR 33 ] |

| 年度                   | 収支（百万円） | 収支（百万円） | 収支（百万円） | 営業 係数 （円） | 収支率 | 出典      |
| 年度                   | 運輸 収入      | 営業 費用      | 計             | 営業 係数 （円） | 収支率 | 出典      |
| ---------------------- | -------------- | -------------- | -------------- | ---------------- | ------ | --------- |
| 2019年度（令和元年度） | 25             | 793            | ▲767           | 3,053            | 3.3%   | [ JR 31 ] |
| 2020年度（令和02年度） | 17             | 739            | ▲721           | 4,199            | 2.4%   | [ JR 31 ] |
| 2021年度（令和03年度） | 16             | 934            | ▲918           | 5,667            | 1.8%   | [ JR 32 ] |
| 2022年度（令和04年度） | 27             | 932            | ▲905           | 3,448            | 2.9%   | [ JR 33 ] |

| 年度                   | 収支（百万円） | 収支（百万円） | 収支（百万円） | 営業 係数 （円） | 収支率 | 出典      |
| 年度                   | 運輸 収入      | 営業 費用      | 計             | 営業 係数 （円） | 収支率 | 出典      |
| ---------------------- | -------------- | -------------- | -------------- | ---------------- | ------ | --------- |
| 2019年度（令和元年度） | 16             | 704            | ▲688           | 4,317            | 2.3%   | [ JR 31 ] |
| 2020年度（令和02年度） | 11             | 878            | ▲867           | 7,845            | 1.3%   | [ JR 31 ] |
| 2021年度（令和03年度） | 9              | 724            | ▲715           | 7,694            | 1.3%   | [ JR 32 ] |
| 2022年度（令和04年度） | 20             | 794            | ▲773           | 3,836            | 2.6%   | [ JR 33 ] |

## 只見線をテーマ・舞台とした作品
映画
- 『霧幻鉄道 只見線を300日撮る男』（2022年）
- 『青春18×2 君へと続く道』(2024年)

小説
- 西村京太郎『急行奥只見殺人事件』

音楽
- 六角精児バンド『只見線のうた』